# Harcsa-sor
A Harcsa-sor Rákosszentmihály egyik 1928-ra, a Rákosi úton kiépült üzletsora, Poros István tervei és kivitelezése alapján. Nevét arról a tulajdonosáról (Harcsa Béla) kapta, aki kiépíttette. A már korábban is az épületegyütteshez tartozó mozi épületét még az 1990-es évek előtt lebontották. Építményei 2000 óta helyi egyedi védelem alatt állnak.

## Története

### Előzmény
1905 januárjában nyitotta meg az „Otthon” kávéházat Menartovits Lajos a rákosszentmihályi volt kisdedóvó helyén, a Rákosi út (1912-ig Miklós utca) és József utca sarkán. Még abban az évben átalakította, kibővítette és acetilén világítással látta el a kerti és belső helyiségeket. 1907-ben a számos szórakozási lehetőséget is biztosító kávéház egy újabb, nyári színkörként is üzemelt kerthelyiséggel, egy 400 személyes nyári mulatóval egészült ki. 1910-ben Elek Béla vette át a vendéglátóhely vezetését. Az Otthon kávéházat 1920 májusától még Tóth Ferenc Központi kávéház és étterem néven, az év októbertől pedig már a mozi névére keresztelve Hrabál Gyula vezette tovább a Corso kávéház és éttermet. 1923-ban Labancz Tivadarné vette és alakította át.
A József utca, Rákosi út és Mária utca által határolt területen 1913-ban az addigi nyári színkör átalakításával, önálló használati és telepengedéllyel nyílt meg az Otthon mozgó és varieté, „Korompay és Schmidt” igazgatóságával. 1917–1918-ban már Király Otthonként említik, 1920 márciusától, megújulva, egy rövid ideig Vigadó-varieté néven működött új vezetőséggel (Király János és Tóth Ferenc), majd, még az év szeptemberében Corso mozi néven nyitott újra. 1921-től Zsoltoványi János a mozgó engedélyese. 1923-ban a Rákos Vidéke szerint Hóra Nándor vette át a mozit, míg a Lajta Andor szerkesztette Filmművészeti Évkönyv 1923-as és 1925-ös kiadványában is Zsoltoványi Jánost nevezi meg a Corso engedélyeseként.

### Az üzletsor
A korábbi községi korzó a keramit burkolatú, diófákkal övezett Rákosi úton a húszas évekre elvesztette vonzását. 1927 januárjában, az akkor még a 74-es szám alatti – Rákosi út közepe táján, addig kerítéssel határolt – rossz állapotban levő Korzó kávéházat és Korzó mozgószínházat Harcsa Béla vásárolta meg, aki még az év tavaszán megkezdte Poros István kivitelezésével és tervei alapján, a két, már meglévő épület felújítását, modernizálását és egy 17 üzlethelyiséggel kialakított sorház kiépítését a területen.
Az üzletsort 1932-ben szerezte meg a Pestkörnyéki Bank és Kereskedelmi Részvénytársaság, Bruck Sándor ügyvezetésével. Ide helyezett egy fiókintézetet és a mozi tulajdonlását is átvette, új bérlővel. Az egész, három utcára nyíló épületkomplexum frontját és a mozi egészét renováltatták, átfestették és mázolták.
1934-ben a házszám Rákosi út 74-ről 118-ra változott. A mozi címe lebontásáig ez maradt, a házsoré pedig a kilencvenes években 114–116-ra változott.
2000-ben helyi egyedi védelmet kaptak a 114 és 116. számú épületrészek a 30/2000. (VII. 14.) rendelettel (Kerületi Városrendezési és Építési Szabályzat), a hagyományos településkép megőrzése céljából.

#### Az 1928 előtt is létezett épületrész és épület sorsa
A József utcai saroképületrész: 1928-ban – az 1920 óta Corso kávéház és étterem – ismét Otthon kávéház néven nyitott meg Rozmanith Lászlóné vezetésével, az újonnan felépített Harcsa-soron. Az év decemberére pedig az étteremként és kávéházként működő üzlet megkapta a korlátlan italmérő engedélyt.
1935 májusában Korzó fagylaltszalon néven profilt váltott a helyiség.
1952-ben már a Sajó étterem működött az akkor még Rákosi út 118. szám alatt. Ez, amikor 1975-ben a Budapesti Helyőrség Parancsnokság és a Budapesti Rendőr-főkapitányság együttesen parancsba adta, felkerült arra listára, amin azokat a vendéglátóipari és szórakozóhelyeket sorolták fel, amiket a Fegyveres Erők és Fegyveres Testületek tagjai szabadidejükben sem látogathattak – ez 1995-ig volt érvényben. Az 1980-as években már Szilas vendéglő volt a neve (ekkor egy 40 fős étterem és 20 fős különterem állt a vendégek fogadására), majd 1995-ben már Rákosi u. 114. címen Fehér Kenguru étteremként működött – a kilencvenes évekig a Sajó Étterem Platán Rt. működtette. 2000-ben pedig a Corner's Pub nyitott meg a saroképületben.
A Corso (vagy Korzó) mozgót, amit Poros István okleveles építész modernizált a Harcsa-sor megépítésekor, Harcsa Béla vezette 1932-ig, utána a Pestkörnyéki Bank és Kereskedelmi Részvénytársaság vette át az igazgatást. A mozinak saját zenekara volt. 1935-ben a nyár alatt a vezetőség fejlesztette az épületet és a mozik központi szervezetének új szabályzata miatt bejelentette, hogy megszüntette a kedvezményes és szabadjegyek, illetve utalvány-szelvények kibocsájtását, helyettük bérletrendszert vezettek be. Rendszeresen tartottak itt élő szereplős előadásokat, jótékonysági rendezvényeket is.

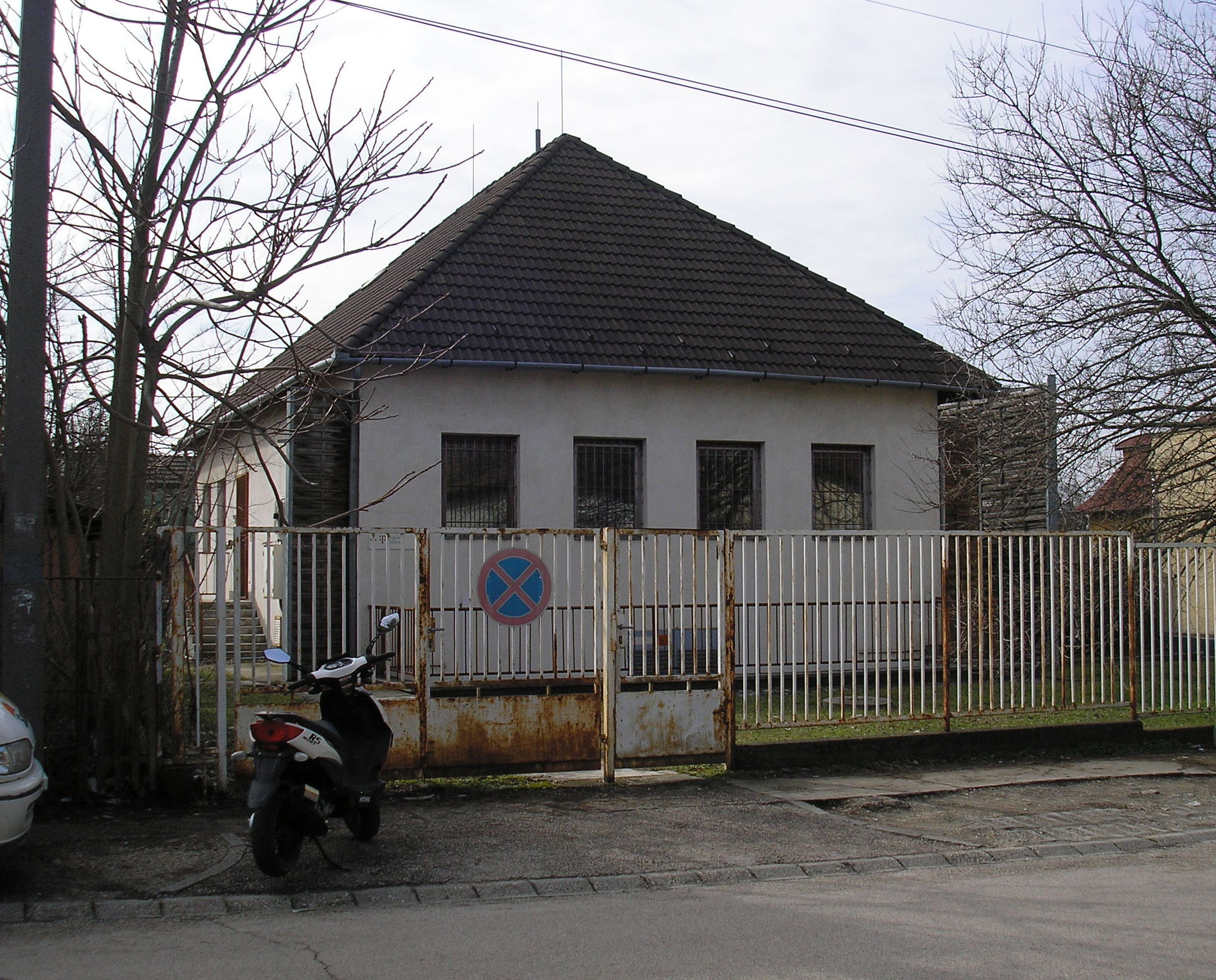
Ennek a teleknek a teljes területén állt a lebontott mozi.

1941-ben elhunyt Zoltovány Czechmeister János, aki már 1930-ban is a Corso engedélyese volt. 1944-ben bezárt a mozi. Az 1945-ös újraindulástól Zoltoványi Czechmeister Jánosné vezette az államosításig.
Az államosítás után Kossuthra nevezték át. Műsorújságban utoljára az 1953. június 5–11-i héten szerepelt. Ezt követően társadalmi moziként működött (ahol könyvtár is volt és rendezvényeket is tartottak), Petőfi kultúrház néven. Épületét az 1970-es évek ún. moziválsága után lebontották, a helyén épült ház távközlési helyi hurokként üzemel.